# Toute la ville chante
Pour plus de détails, voir Fiche technique et Distribution.
Toute la ville chante (Tutta la città canta) est une comédie musicale italienne réalisé par Riccardo Freda et sorti en 1945.

## Synopsis
Le jeune instituteur Orazio Babila est maintenu sous la stricte tutelle de deux de ses tantes qui l'humilient continuellement. De manière inattendue, la mort d'un parent riche lui laisse un important héritage. Il se rend en ville pour prendre possession de ses biens, qui consistaient uniquement en une troupe de théâtre pour laquelle son parent décédé avait dépensé tous ses biens. D'abord déçu que l'héritage ne consiste pas en des actifs mieux placés, Orazio passe finalement de bons moments avec les artistes de la compagnie. Il les invite à s'installer dans le village où il enseigne ce qui provoque un scandale public à cause d'une série de malentendus. Finalement, le jeune homme remet en cause l'autorité de ses tantes et rejoint la compagnie des artistes.

## Fiche technique
Sauf indication contraire, les informations mentionnées dans cette section peuvent être confirmées par la base de données cinématographiques IMDb,  présente dans la section « Liens externes ».
- Titre français : Toute la ville chante[1]
- Titre original italien : Tutta la città canta[2]
- Réalisation : Riccardo Freda
- Scénario : Riccardo Freda, Marcello Marchesi, Vittorio Metz, Steno
- Photographie : Toni Frenguelli (it)
- Montage : Riccardo Freda
- Musique : Giovanni D'Anzi, Oscar De Mejo, Gino Filippini (it)
- Décors : Savino Fino
- Costumes : Angela Freda
- Production : Carlo Caiano (it), Umberto Momi
- Société de production : Appia cinematografica, Industrie cinematografiche italiane, Littoria film, Società anonima film italiani Roma
- Pays de production :  Royaume d'Italie
- Langue originale : italien
- Format : Noir et blanc - 1,37:1 - Son mono - 35 mm
- Durée : 77 minutes (1 h 17[2])
- Genre : Comédie musicale
- Dates de sortie :
  - Royaume d'Italie : 15 août 1945

## Distribution
- Nino Taranto : Orazio Babila, l'instituteur
- Nanda Primavera : La tante
- Maria Pia Arcangeli : Lucia, la fiancée
- Vivi Gioi : Pepita, la soubrette
- Natalino Otto : Natalino, le chanteur
- Giuseppe Addobbati : Le directeur
- Gigi Bonos :
- Vittorio Bonos :
- Angelo Calabrese :
- Piero Carnabuci :
- Fedele Gentile :
- Leonilde Montesi :
- Erminio Nazzaro :
- Guido Riccioli :
- Umberto Silvestri :